# Dhulikoppa, Byadgi
Dhulikoppa là một làng thuộc tehsil Byadgi, huyện Haveri, bang Karnataka, Ấn Độ.